# Lophotus
Lophotus è un genere di pesci ossei marini appartenente alla famiglia Lophotidae.

## Distribuzione e habitat
I membri del genere si incontrano in tutti i mari e gli oceani. Nel mar Mediterraneo è presente la specie Lophotus lacepede.

## Specie
- Lophotus capellei
- Lophotus guntheri
- Lophotus lacepede[1]